# PDC Pro Tour 2016
De PDC Pro Tour 2016 is een reeks van dartstoernooien die werden georganiseerd door de Professional Darts Corporation (PDC). Deze Tour bestond uit de Professional Dart Players Organisation (PDPA) Players Championships, UK Open Qualifiers en de European Tour-evenementen. Deze editie werden er 36 PDC Pro Tour-evenementen gespeeld, bestaande uit 20 Players Championships, 6 UK Open Qualifiers en 10 European Tour-evenementen. De wedstrijden werden niet op televisie uitgezonden.

## Prijzengeld
Op 29 december 2015 maakte de PDC het prijzengeld bekend voor PDC Pro Tour 2016. Ten opzichte van de PDC Pro Tour 2015 was het prijzengeld voor alle Players Championships verhoogd met £15.000 van £60.000 naar £75.000 en was het prijzengeld voor de UK Open Qualifiers en de European Tour gelijk gebleven.
| Plaats          | UK Open Qualifiers |
| --------------- | ------------------ |
| Winnaar         | £10.000            |
| Runner-up       | £5.000             |
| Halvefinalisten | £2.500             |
| Kwartfinalisten | £1.500             |
| Laatste 16      | £1.000             |
| Laatste 32      | £500               |
| Laatste 64      | £250               |
| Totaal          | £50.000            |

| Plaats          | Players Championships |
| --------------- | --------------------- |
| Winnaar         | £10.000               |
| Runner-up       | £6.000                |
| Halvefinalisten | £3.000                |
| Kwartfinalisten | £2.250                |
| Laatste 16      | £1.500                |
| Laatste 32      | £1.000                |
| Laatste 64      | £500                  |
| Totaal          | £75.000               |

| Plaats          | Europese Tour |
| --------------- | ------------- |
| Winnaar         | £25.000       |
| Runner-up       | £10.000       |
| Halvefinalisten | £5.000        |
| Kwartfinalisten | £3.500        |
| Laatste 16      | £2.000        |
| Laatste 32      | £1.500        |
| Laatste 48      | £1.000        |
| Totaal          | £115.000      |

## PDC Pro Tour Card
Aan 128 spelers werden Tour Cards toegekend, waarmee zij mochten deelnemen aan alle Players Championships, UK Open Qualifiers en European Tour-evenementen.
De Tour Cards van 2016 werden toegekend aan:
- (63) De top 64 spelers van de PDC Order of Merit na het PDC World Darts Championship 2016. Kevin McDine gaf zijn Tourkaart op.
- (27) De 27 van de 34 qualifiers van de Q-School 2015 die niet in de top 64 van de PDC Order of Merit stonden na het WK. Steve Douglas gaf zijn Tourkaart op.
- (2) De twee hoogste qualifiers van de Challenge Tour 2015 (Jan Dekker en Richie Corner).
  - Omdat Jan Dekker als een van deze twee gekwalificeerde spelers ook in de top 64 van de PDC Order of Merit stond, werd er een Pro Tour Card toegekend aan nummer 3 Shaun Griffiths.
- (2) De twee hoogste qualifiers van de Development Tour 2015 (Mike de Decker en Berry van Peer).
- (2) De twee hoogste qualifiers van de Challenge Tour 2014 (Mark Frost en Alan Tabern).
- (2) De twee hoogste qualifiers van de Development Tour 2014 (Dimitri Van den Bergh en Josh Payne).
  - Omdat Dimitri Van den Bergh als een van deze twee gekwalificeerde spelers ook in de top 64 van de PDC Order of Merit stond, werd er een extra Pro Tour Card toegekend aan een Q School-qualifier.
- (1) De winnaar van de Scandinavian Darts Corporation 2015 (Kim Viljanen)
- (16) De 16 qualifiers van de Q-School 2016.

Daarna werd het spelersveld aangevuld met de hoogst gekwalificeerde spelers van de Q School Order of Merit, tot het maximumaantal van 128 Pro Tour Card spelers was bereikt. In 2016 waren er dus 14 spelers die zich op deze manier kwalificeerden.

### Q School
De PDC Pro Tour Qualifying School werd gehouden in het Robin Park Tennis Centre in Wigan van 13 tot 16 januari 2016. De volgende spelers wonnen een tweejarige Tourkaart:
| Datum              | Aantal Deelnemers | Qualifiers                                                  | Bron  |
| ------------------ | ----------------- | ----------------------------------------------------------- | ----- |
| Dag 1 - 13 januari | 371               | John Bowles, Andy Parsons, Ricky Williams, Simon Stevenson  | [ 3 ] |
| Dag 2 - 14 januari | 372               | James Richardson, Jonathan Worsley, Ted Evetts, Ryan Meikle | [ 4 ] |
| Dag 3 - 15 januari | 364               | Jeffrey de Graaf, Ray Campbell, Tony Newell, Brian Woods    | [ 5 ] |
| Dag 4 - 16 januari | 350               | Ryan Palmer, Ross Smith, Yordi Meeuwisse, Vincent Kamphuis  | [ 6 ] |

Een Q School Order of Merit werd gemaakt met behulp van het volgende puntensysteem:
| Plaats      | Punten       |
| ----------- | ------------ |
| Laatste 8   | Negen punten |
| Laatste 16  | Vijf punten  |
| Laatste 32  | Drie punten  |
| Laatste 64  | Twee punten  |
| Laatste 128 | Eén punt     |

Op basis van deze Q School Order of Merit werden nog veertien tweejarige Tourkaarten verdeeld:
| Plaats | Speler          | Punten |
| ------ | --------------- | ------ |
| 1      | Mark Walsh      | 18     |
| 2      | John Michael    | 17     |
| 3      | Mark Barilli    | 13     |
| 4      | Harry Robinson  | 13     |
| 5      | Dick van Dijk   | 13     |
| 6      | Terry Temple    | 12     |
| 7      | Matt Clark      | 12     |
| 8      | Dennis Smith    | 12     |
| 9      | Darron Brown    | 12     |
| 10     | Robert Owen     | 11     |
| 11     | Simon Preston   | 11     |
| 12     | Matthew Dennant | 11     |
| 13     | Mick McGowan    | 11     |
| 14     | Ron Meulenkamp  | 10     |

## Players Championships
| Nr. | Datum                  | Plaats                  | Winnaar            | Uitslag | Runner-up          | Bron   |
| --- | ---------------------- | ----------------------- | ------------------ | ------- | ------------------ | ------ |
| 1   | Zaterdag 12 maart      | Barnsley, Metrodome     | Peter Wright       | 6-5     | Adrian Lewis       | [ 7 ]  |
| 2   | Zondag 13 maart        | Barnsley, Metrodome     | Stephen Bunting    | 6-4     | Michael van Gerwen | [ 8 ]  |
| 3   | Vrijdag 8 april        | Barnsley, Metrodome     | Michael van Gerwen | 6-3     | Benito van de Pas  | [ 9 ]  |
| 4   | Zaterdag 9 april       | Barnsley, Metrodome     | Benito van de Pas  | 6-5     | Michael van Gerwen | [ 10 ] |
| 5   | Zondag 10 april        | Barnsley, Metrodome     | Ian White          | 6-0     | Michael van Gerwen | [ 11 ] |
| 6   | Zaterdag 30 april      | Barnsley, Metrodome     | Josh Payne         | 6-5     | James Wade         | [ 12 ] |
| 7   | Zondag 1 mei           | Barnsley, Metrodome     | Gerwyn Price       | 6-3     | Peter Wright       | [ 13 ] |
| 8   | Zaterdag 21 mei        | Coventry, Ricoh Arena   | Gerwyn Price       | 6-1     | Jamie Caven        | [ 14 ] |
| 9   | Zondag 22 mei          | Coventry, Ricoh Arena   | Benito van de Pas  | 6-0     | Joe Cullen         | [ 15 ] |
| 10  | Zaterdag 2 juli        | Barnsley, Metrodome     | Dave Chisnall      | 6-2     | Steve Beaton       | [ 16 ] |
| 11  | Zondag 3 juli          | Barnsley, Metrodome     | Ian White          | 6-3     | Joe Cullen         | [ 17 ] |
| 12  | Zaterdag 6 augustus    | Barnsley, Metrodome     | Gary Anderson      | 6-5     | Terry Jenkins      | [ 18 ] |
| 13  | Zondag 7 augustus      | Barnsley, Metrodome     | Ian White          | 6-4     | Benito van de Pas  | [ 19 ] |
| 14  | Dinsdag 20 september   | Barnsley, Metrodome     | Michael van Gerwen | 6-0     | Mensur Suljović    | [ 20 ] |
| 15  | Woensdag 21 september  | Barnsley, Metrodome     | Michael van Gerwen | 6-3     | James Wilson       | [ 21 ] |
| 16  | Donderdag 22 september | Barnsley, Metrodome     | Michael van Gerwen | 6-5     | Steve West         | [ 22 ] |
| 17  | Vrijdag 30 september   | Dublin, City West Hotel | Michael van Gerwen | 6-1     | Christian Kist     | [ 23 ] |
| 18  | Zaterdag 1 oktober     | Dublin, City West Hotel | Simon Whitlock     | 6-5     | Ronny Huybrechts   | [ 24 ] |
| 19  | Vrijdag 21 oktober     | Barnsley, Metrodome     | Simon Whitlock     | 6-4     | Chris Dobey        | [ 25 ] |
| 20  | Zaterdag 22 oktober    | Barnsley, Metrodome     | Benito van de Pas  | 6-1     | Dave Chisnall      | [ 26 ] |

## UK Open Qualifier
| Nr. | Datum                | Plaats                  | Winnaar            | Uitslag | Runner-up          | Bron   |
| --- | -------------------- | ----------------------- | ------------------ | ------- | ------------------ | ------ |
| 1   | Vrijdag 5 februari   | Wigan, Robin Park Arena | Adrian Lewis       | 6-2     | Phil Taylor        | [ 27 ] |
| 2   | Zaterdag 6 februari  | Wigan, Robin Park Arena | Michael van Gerwen | 6-4     | Alan Norris        | [ 28 ] |
| 3   | Zondag 7 februari    | Wigan, Robin Park Arena | Phil Taylor        | 6-2     | Michael van Gerwen | [ 29 ] |
| 4   | Vrijdag 19 februari  | Wigan, Robin Park Arena | Gary Anderson      | 6-1     | James Wade         | [ 30 ] |
| 5   | Zaterdag 20 februari | Wigan, Robin Park Arena | Michael van Gerwen | 6-2     | Gerwyn Price       | [ 31 ] |
| 6   | Zondag 21 februari   | Wigan, Robin Park Arena | Michael van Gerwen | 6-2     | Steve Beaton       | [ 32 ] |

## European Tour
Er waren tien European Tour-toernooien dit jaar:
| Nr. | Datum           | Ook bekend als            | Plaats                           | Winnaar            | Uitslag | Runner-up       | Bron   |
| --- | --------------- | ------------------------- | -------------------------------- | ------------------ | ------- | --------------- | ------ |
| 1   | 12-14 februari  | Dutch Darts Masters       | Venray, Evenementenhal           | Michael van Gerwen | 6-2     | Daryl Gurney    | [ 33 ] |
| 2   | 26-28 maart     | German Darts Masters      | München, Ballhausforum           | Michael van Gerwen | 6-4     | Peter Wright    | [ 34 ] |
| 3   | 6-8 mei         | Gibraltar Darts Trophy    | Gibraltar, Victoria Stadium      | Michael van Gerwen | 6-2     | Dave Chisnall   | [ 35 ] |
| 4   | 13-15 mei       | European Darts Matchplay  | Hamburg, Alsterdorfer Sporthalle | James Wade         | 6-5     | Dave Chisnall   | [ 36 ] |
| 5   | 10-12 juni      | Austrian Darts Open       | Wenen, Multiversum Schwechat     | Phil Taylor        | 6-4     | Michael Smith   | [ 37 ] |
| 6   | 29-31 juli      | European Darts Open       | Düsseldorf, Maritim Hotel        | Michael van Gerwen | 6-5     | Peter Wright    | [ 38 ] |
| 7   | 2-4 september   | International Darts Open  | Riesa, Sachsen Arena             | Mensur Suljović    | 6-5     | Kim Huybrechts  | [ 39 ] |
| 8   | 9-11 september  | European Darts Trophy     | Mülheim, RWE Sporthalle          | Michael van Gerwen | 6-5     | Mensur Suljović | [ 40 ] |
| 9   | 16-18 september | European Darts Grand Prix | Sindelfingen, Glaspalast         | Michael van Gerwen | 6-2     | Peter Wright    | [ 41 ] |
| 10  | 14-16 oktober   | German Darts Championship | Hildesheim, Halle 39             | Alan Norris        | 6–5     | Jelle Klaasen   | [ 42 ] |

## PDC Challenge Tour
De PDC Unicorn Challenge Tour was toegankelijk voor alle PDPA-leden die tijdens de Q School geen Tourkaart hadden weten te bemachtigen. De spelers die aan het einde van het jaar als nummer 1 en 2 op de PDC Unicorn Challenge Tour Order of Merit waren geëindigd, ontvingen een tweejarige Tourkaart, waarmee zij konden deelnemen aan de PDC Pro Tour 2017 en 2018. De nummers 3 tot en met 8 mochten gratis deelnemen aan de PDC Q School-editie in 2017.
| Nr. | Datum                 | Plaats                  | Winnaar         | Legs | Runner-Up       | Bron   |
| --- | --------------------- | ----------------------- | --------------- | ---- | --------------- | ------ |
| 1   | Zaterdag 19 maart     | Wigan, Robin Park Arena | Chris Quantock  | 5-3  | Rob Cross       | [ 43 ] |
| 2   | Zaterdag 19 maart     | Wigan, Robin Park Arena | Barry Lynn      | 5-4  | Rob Modra       | [ 43 ] |
| 3   | Zondag 20 maart       | Wigan, Robin Park Arena | Ritchie Edhouse | 5-0  | Mark Dudbridge  | [ 44 ] |
| 4   | Zondag 20 maart       | Wigan, Robin Park Arena | Bryan de Hoog   | 5-4  | Peter Hudson    | [ 44 ] |
| 5   | Zaterdag 28 mei       | Wigan, Robin Park Arena | Nick Fullwell   | 5-1  | Rob Cross       | [ 45 ] |
| 6   | Zaterdag 28 mei       | Wigan, Robin Park Arena | Adam Hunt       | 5-3  | Jamie Bain      | [ 45 ] |
| 7   | Zondag 29 mei         | Wigan, Robin Park Arena | Ryan Searle     | 5-2  | Mark Dudbridge  | [ 46 ] |
| 8   | Zondag 29 mei         | Wigan, Robin Park Arena | Scott Taylor    | 5-4  | Barry Lynn      | [ 46 ] |
| 9   | Zaterdag 25 juni      | Milton Keynes, ArenaMK  | Matt Padgett    | 5-4  | Lee Evans       | [ 47 ] |
| 10  | Zaterdag 25 juni      | Milton Keynes, ArenaMK  | Rob Cross       | 5-2  | Mark Dudbridge  | [ 47 ] |
| 11  | Zondag 26 juni        | Milton Keynes, ArenaMK  | Richie Burnett  | 5-2  | Ryan Searle     | [ 48 ] |
| 12  | Zondag 26 juni        | Milton Keynes, ArenaMK  | Kelvin Hart     | 5-3  | René Eidams     | [ 48 ] |
| 13  | Zaterdag 10 september | Wigan, Robin Park Arena | Rob Cross       | 5-1  | Michael Barnard | [ 49 ] |
| 14  | Zaterdag 10 september | Wigan, Robin Park Arena | Richie Burnett  | 5-1  | Arron Monk      | [ 49 ] |
| 15  | Zondag 11 September   | Wigan, Robin Park Arena | Rob Cross       | 5-0  | Martyn Turner   | [ 50 ] |
| 16  | Zondag 11 September   | Wigan, Robin Park Arena | Ryan Searle     | 5-1  | Barrie Bates    | [ 50 ] |

## PDC Development Tour
De PDC Unicorn Development Tour was toegankelijk voor spelers van 16 tot 23 jaar. De spelers die aan het einde van het jaar als nummer 1 en 2 op de PDC Development Tour Order of Merit waren geëindigd, ontvingen een tweejarige Tourkaart, waarmee zij konden deelnemen aan de PDC Pro Tour 2017 en 2018. De nummers 3 tot en met 8 mochten gratis deelnemen aan de PDC Q School-editie in 2017.
| Nr. | Datum                | Plaats                  | Winnaar               | Legs | Runner-Up            | Bron   |
| --- | -------------------- | ----------------------- | --------------------- | ---- | -------------------- | ------ |
| 1   | Zaterdag 26 maart    | Wigan, Robin Park Arena | Callum Loose          | 4-0  | Rowby-John Rodriguez | [ 51 ] |
| 2   | Zaterdag 26 maart    | Wigan, Robin Park Arena | Steve Lennon          | 4-2  | Kurt Parry           | [ 51 ] |
| 3   | Zondag 27 maart      | Wigan, Robin Park Arena | Josh Payne            | 4-1  | Rowby-John Rodriguez | [ 52 ] |
| 4   | Zondag 27 maart      | Wigan, Robin Park Arena | Adam Hunt             | 4-2  | Dean Reynolds        | [ 52 ] |
| 5   | Zaterdag 23 april    | Mülheim, RWE Sporthalle | Max Hopp              | 4-2  | Steve Lennon         | [ 53 ] |
| 6   | Zaterdag 23 april    | Mülheim, RWE Sporthalle | Ross Twell            | 4-2  | Adam Hunt            | [ 53 ] |
| 7   | Zondag 24 april      | Mülheim, RWE Sporthalle | Kenny Neyens          | 4-1  | Callum Loose         | [ 54 ] |
| 8   | Zondag 24 april      | Mülheim, RWE Sporthalle | Dean Reynolds         | 4-3  | Rowby-John Rodriguez | [ 54 ] |
| 9   | Zaterdag 14 mei      | Wigan, Robin Park Arena | Dean Reynolds         | 4-3  | Bradley Kirk         | [ 55 ] |
| 10  | Zaterdag 14 mei      | Wigan, Robin Park Arena | Ross Twell            | 4-2  | Jimmy Hendriks       | [ 55 ] |
| 11  | Zondag 15 mei        | Wigan, Robin Park Arena | Aden Kirk             | 4-3  | Keegan Brown         | [ 56 ] |
| 12  | Zondag 15 mei        | Wigan, Robin Park Arena | Ross Twell            | 4-3  | Luke Humphries       | [ 56 ] |
| 13  | Zaterdag 3 september | Wigan, Robin Park Arena | Dean Reynolds         | 4-2  | Aaron Dyer           |        |
| 14  | Zaterdag 3 september | Wigan, Robin Park Arena | Dimitri Van den Bergh | 4-2  | Steve Lennon         |        |
| 15  | Zondag 4 september   | Wigan, Robin Park Arena | Dean Reynolds         | 4-3  | John de Kruif        |        |
| 16  | Zondag 4 september   | Wigan, Robin Park Arena | Dean Reynolds         | 4-1  | Aden Kirk            |        |
| 17  | Zaterdag 15 oktober  | Wigan, Robin Park Arena | Dean Reynolds         | 4-3  | Justin van Tergouw   |        |
| 18  | Zaterdag 15 oktober  | Wigan, Robin Park Arena | Corey Cadby           | 4-2  | Jeffrey de Zwaan     |        |
| 19  | Zondag 16 oktober    | Wigan, Robin Park Arena | Mike De Decker        | 4-3  | Berry van Peer       |        |

2004 · 2005 · 2006 · 2007 · 2008 · 2009 · 2010 · 2011 · 2012 · 2013 · 2014 · 2015 · 2016 · 2017 · 2018 · 2019 · 2020 · 2021 · 2022 · 2023 · 2024 · 2025